# Березовка (Шипуновський район)
Бере́зовка (рос. Берёзовка) — селище у складі Шипуновського району Алтайського краю, Росія. Входить до складу Бобровської сільської ради.

## Населення
Населення — 75 осіб (2010; 138 у 2002).
Національний склад (станом на 2002 рік):
- росіяни — 82 %